# 沈雯
沈雯（1958年—），汉族，中华人民共和国政治人物、第十一届全国政协委员，华东师范大学校董。
加入中国共产党，担任上海紫江有限公司董事长、总裁、党委书记。2008年，当选第十一届全国政协委员，代表经济界，分入第三十四组。